# Eliteserien (Schach)
Die Eliteserien ist die höchste Spielklasse im norwegischen Mannschaftsschach. Dieser gehören 10 Mannschaften (in der Saison 2014/15 ausnahmsweise 12) an; gespielt wird an 6 Brettern.

## Organisationsform
Die zehn teilnehmenden Mannschaften spielen ein einfaches Rundenturnier, über die Endplatzierung entscheidet zunächst die Anzahl der Mannschaftspunkte (zwei Punkte für einen Sieg, ein Punkt für ein Unentschieden, kein Punkt für eine Niederlage), anschließend die Anzahl der Brettpunkte (ein Punkt für eine Gewinnpartie, ein halber Punkt für eine Remispartie, kein Punkt für eine Verlustpartie). Die beiden Letzten steigen in die 1. divisjon ab und werden durch zwei Aufsteiger ersetzt. Ein Verein kann mit maximal einer Mannschaft in der Eliteserien vertreten sein.
Die Mannschaften müssen vor Saisonbeginn bis zu 20 Spieler in festgelegter Brettreihenfolge melden. Pro Wettkampf darf eine Mannschaft höchstens zwei Ausländer einsetzen, jedoch fallen Ausländer, die seit mindestens 10 Jahren Mitglied eines norwegischen Vereins sind, nicht unter diese Beschränkung.
Die Bedenkzeit beträgt 90 Minuten für die ersten 40 Züge und 30 Minuten bis zum Partieende; ab dem ersten Zug erhält jeder Spieler zudem eine Zeitgutschrift von 30 Sekunden pro Zug bis zum Ende der Partie.

## Geschichte
Die Eliteserien wurde zur Saison 2006/07 eingeführt und trug in der ersten beiden Spielzeiten den Namen des Hauptsponsors (2006/07 Telioserien, 2007/08 Ishavsserien). Seit der Saison 2008/09 heißt sie Eliteserien, in der Saison 2014/15 nach dem Hauptsponsor Codanserien, in der Saison 2015/16 nach dem Hauptsponsor Scandicserien.

## Aktuell
In der Saison 2015/16 spielten folgende Mannschaften in der Eliteserien: Oslo Schakselskap, Asker Schakklubb, Vålerenga Sjakklubb, Schakklubben av 1911 Oslo, Bergens Schakklub, Black Knights Oslo, Tromsø Sjakklubb, Stavanger Sjakklub, Trondheim Sjakkforening, Sotra Sjakklubb.

## Sieger der Eliteserien
| Jahr | Sieger               |
| ---- | -------------------- |
| 2007 | Oslo Schakselskap    |
| 2008 | Oslo Schakselskap    |
| 2009 | Moss Schakklub       |
| 2010 | Oslo Schakselskap    |
| 2011 | Oslo Schakselskap    |
| 2012 | Oslo Schakselskap    |
| 2013 | Oslo Schakselskap    |
| 2014 | Oslo Schakselskap    |
| 2015 | Oslo Schakselskap    |
| 2016 | Vålerenga Sjakklubb  |
| 2017 | Vålerenga Sjakklubb  |
| 2018 | Vålerenga Sjakklubb  |
| 2019 | Vålerenga Sjakklubb  |
| 2020 | Schakklubben av 1911 |